# JUST ONE VICTORY (たったひとつの勝利)
『JUST ONE VICTORY [Remix Version]』（ジャスト・ワン・ビクトリー リミックス・ヴァージョン）は、TM NETWORKの16枚目のシングル。1989年3月21日に発売された。

## 制作
表題曲は、アニメ映画『CAROL』主題歌に起用され、アルバム『CAROL 〜A DAY IN A GIRL'S LIFE 1991〜』からのリカットとして、シングル化にあたりリミックスが施されている。当初リリース予定は無かったが、宇都宮隆の怪我によりツアーが延期されたことで『CAROL』のイメージが薄れてしまわないようにする為リリースとなった。
翌月に発売されるリプロダクション・シングルのイントロダクションとしてリミックスされた。原曲ヴァージョンとを聴き比べると、ヴォーカルにエコーがかけられたり、イントロのフレーズにディレイがかかっている。先述の間奏途中の「Chase In～」が完全にフェードアウトしてからリフレインに入っている。原曲ヴァージョンの場合「Chase In～」がフェードアウトに入ると入替わる様な感じでリフレインのメロディがフェードインで入る、所謂「クロスフェード」となっている。
ミックスは、翌年に発売されたB'zのアルバム『RISKY』を手がける、ジェイソン・コーサロが担当した。

## 音楽性
表題曲のタイトルは、トッド・ラングレンの同名の曲からタイトルを拝借したという。

## バージョン
このシングルではアウトロがフェードアウトされており収録時間が4分46秒となっているが、アルバム「CAROL」収録原曲ヴァージョン同様にカットアウト状態にされたものがリミックス・アルバム『CLASSIX 2』に収録されており、こちらは5分35秒となっている。原曲ヴァージョンはこれに加え「In The Forest (君の声が聞こえる)」Instrumentalヴァージョンのピアノ伴奏があり6分59秒となっている。
2009年にリリースされたベスト・アルバム『THE SINGLES 2』の初回限定盤には『JUST ONE VICTORY (LONG No Breakdown)』が収録されており、基本的には『CLASSIX 2』収録ヴァージョンと殆んど同じであるが、 間奏途中の「Chase In～」がヴォーカルの無いInstrumentalとなっている他、フェードにならずリフレインと完全に繋がっている点が異なる。『SINGLE BACK TRACKS 1984-1999』や『CAROL DELUXE EDITION』に各々収録されているオリジナル・カラオケヴァージョン、Instrumentalヴァージョン共「Chase In～」のボーカルが入っており、この部分がInstrumentalになっているのは当ヴァージョンのみとなっている。 
『CAROL the LIVE』では「Chase In～」部分は省略されたが、1994年の終了ライヴでは原曲ヴァージョン基調で「Chase In～」が演奏された。
2004年、20周年ライヴ・ツアー『DOUBLE-DECADE』では『OFFENSIVE VERSION』と題したアレンジ・ヴァージョンで披露、歌詞の一部が変更されている。（男たちの熱いレース→男たちの熱いプライド）。

### 原曲版との顕著な差異
1. アウトロがフェードアウトとなり4分台になっている。
  - 本シングル以外のヴァージョンは全てカットアウト（「原曲」、「single 7' version」、「LONG No Breakdown」）。
2. 曲最後の「In The Forest (君の声が聞こえる)」のInstrumentalヴァージョンのピアノ伴奏は原曲のみ。
3. イントロのフレーズの左(L)チャンネル側にディレイ処理が掛けられている。
4. ボーカルにエコー処理が施されている。
5. ドラム音が差し替えられている。
6. 間奏途中「Chase In～」からのリフレインが完全にフェードアウトしてから入る（「原曲」版はクロスフェードで、「LONG No Breakdown」版はフェードしない）。

## 記録
2019年実施された「TM NETWORK 35周年 FanksからのTOP100曲カウントダウンSP～Gift from Fanks～」では本楽曲が第58位で、同曲の原曲ヴァージョンが第44位にそれぞれ選ばれた。 

## 収録曲
| 全作詞: 小室哲哉、全編曲: 小室哲哉。 |                                                          |           |                    |      |
| #                                    | タイトル                                                 | 作詞      | 作曲               | 時間 |
| 1.                                   | 「JUST ONE VICTORY (たったひとつの勝利)」(Remix Version) | 小室哲哉  | 小室哲哉           | 4:44 |
| 2.                                   | 「STILL LOVE HER (失われた風景)」                        | 小室哲哉  | 小室哲哉・木根尚登 | 5:52 |
| 合計時間:                            | 合計時間:                                                | 合計時間: | 10:36              |      |

## 収録アルバム
JUST ONE VICTORY (たったひとつの勝利)
- CAROL ～A DAY IN A GIRL'S LIFE 1991～（オリジナルバージョン）
- TMN COLOSSEUM II（ライブバージョン）
- TMN CLASSIX 2 (single 7' version)
- TIME CAPSULE all the singles
- TM NETWORK BEST OF BEST
- TM NETWORK SUPER BEST
- TM NETWORK THE SINGLES 2（Disc 1にシングル版、初回限定盤のみ付属のDisc 2に -LONG No Breakdown- が収録）
- TM NETWORK ORIGINAL SINGLES 1984-1999
- TM NETWORK ORIGINAL SINGLE BACK TRACKS 1984-1999（シングル版基調のオリジナル・カラオケ）
- DRESS2 (Just One Victory 2014)
- CAROL DELUXE EDITION（Disc1にオリジナル版、Disc3にオリジナル版基調のインストが収録）
- Gift from Fanks T（オリジナルバージョン）
- Gift from Fanks M
- LIVE HISTORIA M 〜TM NETWORK Live Sound Collection 1984-2015〜　(ライブバージョン)
- 40th FANKS intelligence Days 〜YONMARU〜（ライブバージョン）

STILL LOVE HER (失われた風景)
- CAROL ～A DAY IN A GIRL'S LIFE 1991～
- GROOVE GEAR 1984-1994
- TAKASHI UTSUNOMIYA THE BEST FILES
- Welcome to the FANKS!
- TM NETWORK ORIGINAL SINGLES 1984-1999
- TM NETWORK ORIGINAL SINGLE BACK TRACKS 1984-1999（オリジナル・カラオケ）
- CAROL DELUXE EDITION（Disc2にオリジナル、Disc3にインスト版が収録）
- Gift from Fanks T
- 劇場版シティーハンター 〈新宿プライベート・アイズ〉-VOCAL COLLECTION-
- LIVE HISTORIA T 〜TM NETWORK Live Sound Collection 1984-2015〜　(ライブバージョン)
- LIVE HISTORIA M 〜TM NETWORK Live Sound Collection 1984-2015〜　(ライブバージョン)
- 40+ 〜Thanks to CITY HUNTER〜
- 40th FANKS intelligence Days 〜DEVOTION〜（ライブバージョン）
- TM NETWORK TRIBUTE ALBUM -40th CELEBRATION-